# 1. divisjon 1949/50
Die Saison 1949/50 war die elfte Spielzeit der 1. divisjon, der höchsten norwegischen Eishockeyspielklasse. Meister wurde zum insgesamt zweiten Mal in der Vereinsgeschichte Gamlebyen.

## Modus
In der Hauptrunde absolvierte jede der acht Mannschaften insgesamt sieben Spiele. Der Erstplatzierte der Hauptrunde wurde Meister. Für einen Sieg erhielt jede Mannschaft zwei Punkte, bei einem Unentschieden gab es einen Punkt und bei einer Niederlage null Punkte.

## Hauptrunde
Tabelle
|    | Klub                       | Sp | S | U | N | Tore  | Punkte |
| -- | -------------------------- | -- | - | - | - | ----- | ------ |
| 1. | Gamlebyen                  | 7  | 5 | 1 | 1 | 35:18 | 11     |
| 2. | Furuset Ishockey           | 7  | 5 | 0 | 2 | 45:21 | 10     |
| 3. | Stabæk IF                  | 7  | 4 | 1 | 2 | 33:29 | 9      |
| 4. | Templar                    | 7  | 3 | 1 | 3 | 15:18 | 7      |
| 5. | IL Mode                    | 7  | 3 | 1 | 3 | 26:12 | 7      |
| 6. | Allianseidrettslaget Skeid | 7  | 3 | 0 | 4 | 26:34 | 6      |
| 7. | Hasle                      | 7  | 1 | 1 | 5 | 21:29 | 3      |
| 8. | Løren                      | 7  | 0 | 1 | 6 | 17:47 | 1      |

Sp = Spiele, S = Siege, U = unentschieden, N = Niederlagen, OTS = Overtime-Siege, OTN = Overtime-Niederlage, SOS = Penalty-Siege, SON = Penalty-Niederlage